# Квадрат (типографика)
Квадрат в типографике:
- единица размера в типометрической системе Дидо, равная 4 цицеро, или 48 пунктам, или 18,048 мм;
- пробельный материал[нем.], используемый в наборном производстве при изготовлении печатных форм для высокой печати.

Квадраты (пробельный материал) различают по кеглю (от 1 до 16 пунктов) и длине (1, 3⁄4 и 1⁄2 квадрата). Квадраты используются для заполнения пробелов в неполных строках (в начале и конце абзаца) и в других случаях, где нужны пробелы несколько шире обычного: при наборе таблиц, формул, в акцидентных работах и других. Для заполнения ещё бо́льших пробелов применяются реглеты, марзаны, бабашки.
Названия символов Юникода U+2000 EN QUAD и U+2001 EM QUAD (канонически эквивалентные символам U+2002 EN SPACE и U+2003 EM SPACE, соответственно) происходят от типографского квадрата (англ. quad, первоначально — quadrat )